# El Colacho
El Colacho és una festa que se celebra anualment en la localitat de Castrillo de Murcia (Burgos, Espanya). Porta celebrant-se ininterrompudament des de 1621.

## Història
Està declarada d'interès turístic de Castella i Lleó.
El 1980, Cristina García Rodero va fotografiar la festivitat. Les fotos es van integrar en la monografia España oculta, editada en 1989, que va merèixer els elogis de Julio Caro Baroja.

## Característiques[3]
Consisteix en una jornada en la qual el Colacho, un diable grotesc abillat amb una botarga de colors groc i vermell i cobert per una màscara, anomenat esguerro, porta a les seves mans una castanyola de gran grandària, la "terrañuela", i es llança, en representació del diable, a fustigar amb una cua de cavall a les gents del poble, que l'increpen amb insults. Al llarg del recorregut, els vilatans aixequen altars de flors perquè, al seu pas, el Colacho es pari i se surt-ti per sobre dels nens que aquest any hagin nascut a Castrillo de Murcia.

### Diumenge

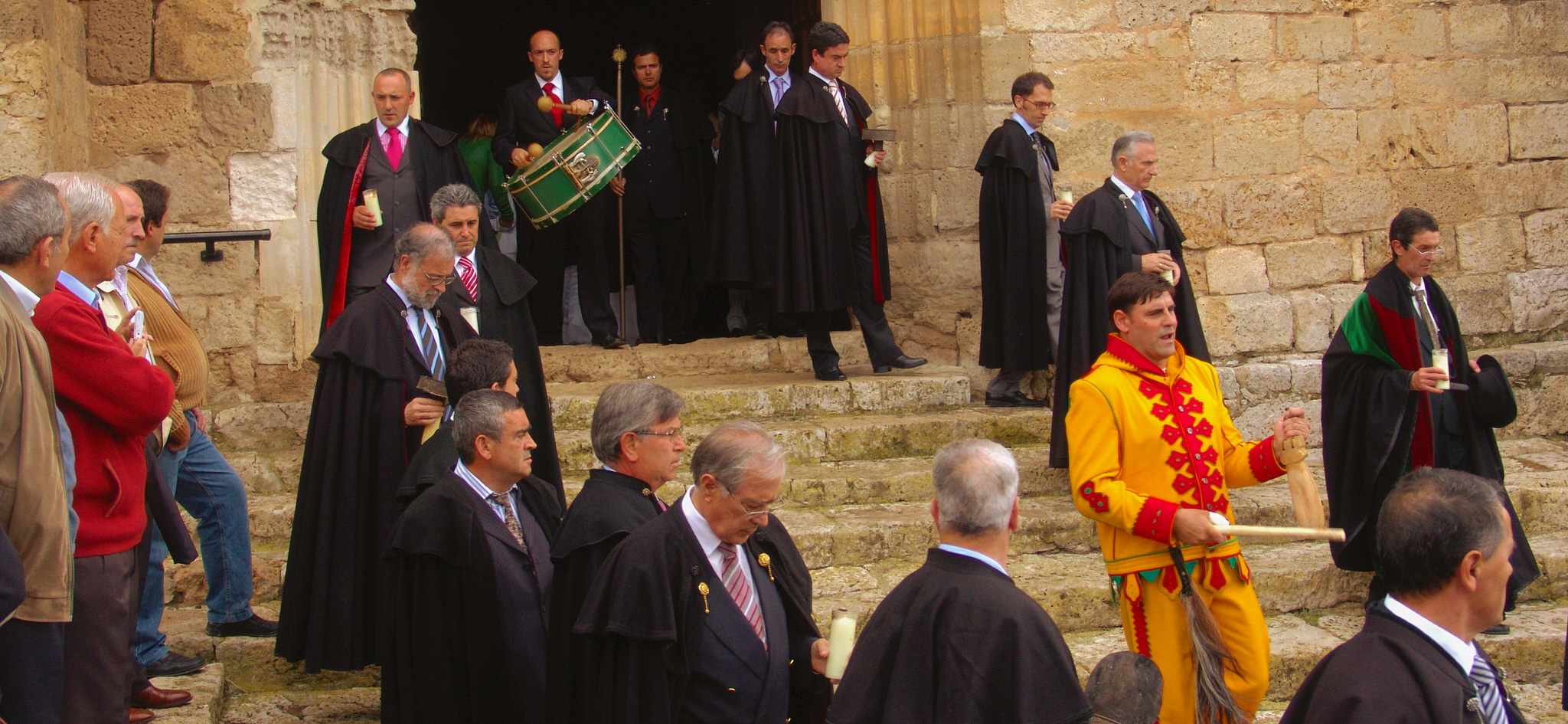
Cofradía Minerva

El dia més important de la festa, ja que se celebra la processó. En ella, els veïns del poble adornen les seves cases amb mantells i roses. Enfront d'aquests altars, al sòl, es col·loquen uns matalassos sobre els quals moments abans de l'arribada de la processó, es tomben als nens nascuts l'any. Després de finalitzar la processó, la gent va a les eres, on amenitza la festa un grup de ball castellà. Durant els balls, el tabaler pronuncia un discurs i finalment es beu vi i menja formatge (de Sasamón) i pa, que gratuïtament reparteix l'arxiconfraria de Minerva.

## Significat
La farsa o joc d'escarn representa el mal i l'heretgia, alguna cosa que aconsegueix vèncer la fe del poble cristià amb el sagrament de l'eucaristia.